# Vuelo 710 de Air Illinois
El vuelo 710 de Air Illinois fue un vuelo de pasajeros programado desde Chicago a Carbondale, Illinois. En la noche del 11 de octubre de 1983, el Hawker Siddeley HS 748 que operaba el vuelo se estrelló cerca de Pinckneyville, Illinois, debido a la mala gestión de la tripulación por un problema eléctrico. Los 7 pasajeros y la tripulación murieron en el accidente.

## Secuencia

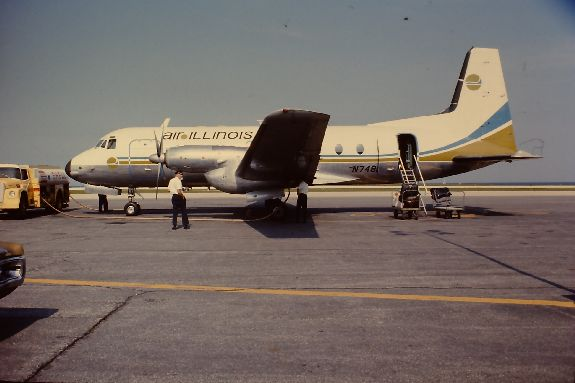
El avión accidentado.

El avión voló desde Chicago a Springfield, Illinois sin incidentes, pero cuando aterrizó en el aeropuerto de Springfield, el vuelo se había retrasado 45 minutos. A las 20:20 hora local, el avión despegó de Springfield. Aproximadamente 1,5 minutos después del despegue, la tripulación informó de un leve problema eléctrico. La NTSB concluyó que el primer oficial aisló por error el generador derecho en lugar del izquierdo, ya que el generador derecho tenía un historial de problemas de mantenimiento. Doce minutos después del despegue, el primer oficial informó al capitán que el generador de la izquierda estaba "totalmente muerto" y que el generador de la derecha estaba produciendo voltaje pero no se mantendría en línea. Aproximadamente 20 minutos después del despegue, la tripulación apagó el exceso de luces en la cabina, pero no logró reducir la carga eléctrica general en la batería de la aeronave. Al final, la batería se agotó, lo que provocó la falla de los instrumentos de vuelo de la aeronave y las radios de comunicación y navegación. A las 20:52, el capitán decidió descender a 2.400 pies.
Pero finalmente se estrelló y los diez a bordo perecieron.

## Investigación
Los investigadores del accidente determinaron que la causa probable era "La decisión del capitán de continuar el vuelo hacia el aeropuerto de destino más distante después de la pérdida de la energía eléctrica de ambos generadores de la aeronave en lugar de regresar al aeropuerto del que había despegado. La decisión del capitán se vio afectada negativamente por factores psicológicos impuestos que lo llevaron a evaluar inadecuadamente la resistencia de la batería de la aeronave después de la pérdida de energía del generador y la magnitud de los riesgos involucrados en continuar hacia el aeropuerto de destino. Asegurar un adecuado programa de entrenamiento de la tripulación de vuelo recurrente de la compañía que contribuyó a la incapacidad del capitán para evaluar adecuadamente la resistencia de la batería de la aeronave antes de tomar la decisión de continuar.
El informe también reveló que el capitán tenía la costumbre de violar las normas de seguridad para llegar a tiempo, incluso deshabilitando los dispositivos de seguridad para sobrepasar la velocidad de la aeronave.

## Dramatización
Este accidente fue presentado en el séptimo episodio de la vigesimosegunda temporada de la serie Mayday: catástrofes aéreas titulado en Hispanoamérica «Decisión fatal», y en España «Oscuridad total».